# Проскурів (газета)
«Проску́рів» — газета, що видається у Хмельницькому.

## Історія
Обласна офіційна газета «Радянське Поділля» не могла задовольнити[коли?] потребу демократично обраних депутатів міськради доносити об'єктивну інформацію про свою діяльність. Шляхом об'єднання багатотиражок потужних підприємств міста — заводів «Катіон», «Темп», «Нева» — навесні 1990 року з'явилося декілька номерів газети «Народна трибуна», яку редагував журналіст Михайло Гуменицький.
Далі було створено редакцію радівської газети «Вільне слово», редактором якої став журналіст, письменник Валерій Басиров, який редагував Славутську районну газету «Трудівник Полісся». Ядро колективу склали журналісти обласної газети «Корчагінець» — органу обкому ЛКСМУ. Заступником редактора став журналіст Петро Маліш, який до того був редактором «Корчагінця». Формат «Вільного слова» — А4, кількість шпальт 16-24.
У серпні 1992 міська рада створює на основі «Вільного слова» громадсько-політичну газету «Проскурів», редактором якої стає журналістка Світлана Кабачинська. Газета спершу виходить у форматі А4, далі переходить на формат А3, виходить два рази на тиждень по 8 шпальт.
У жовтні 1998 року газету очолив журналіст Богдан Теленько, що до того редагував незалежну обласну газету «Час». Газета зберігає формат А3, у 2000 році стає тижневиком, виходить регулярно на 16 сторінках, стає спершу двоколірною (1-16 стор.), а з 2005-го повноколірною (1, 8-9, 16 стор.). 13 листопада 2017 року редактор звільнився за власним бажанням у зв'язку з виходом на пенсію.
На початку 2019 року газета вийшла з підпорядкування Хмельницької міської ради на виконання вимог закону України «Про реформування державних і комунальних друкованих засобів масової інформації».

## Відзнаки
За підсумками 1999 року визнана найкращим часописом Американським інститутом бізнесу (серед країн з перехідною економікою).
За підсумками 2007 та 2008 років визнана найкращою громадсько-політичною газетою (відділ спорту) у Всеукраїнському конкурсі «Україна олімпійська» Національним Олімпійським комітетом України.

## Передплата
Газета «Проскурів» передплачується і розповсюджується по Хмельницькій області (передплатні індекси — 61647 (для фізичних осіб), 30456 (область, юридичні особи).